# Abisara oenobarus
Abisara oenobarus är en fjärilsart som beskrevs av Lambertus Johannes Toxopeus 1929. Abisara oenobarus ingår i släktet Abisara och familjen Riodinidae. Inga underarter finns listade i Catalogue of Life.